# Milohradská kultura

Mapa rozšíření

Milohradská kultura je kultura rané doby železné (7. – 1. století př. Kr.) rozšířená na území jižního Běloruska a severní Ukrajiny, přesněji v povodí řeky Pripjať a na horním Dněpru mezi řekami Berezina a Ros. Název kultury pochází ze jména vesnice Milohrad, která se nachází v Homelské oblasti. Etnicky jde pravděpodobně o baltoslovanskou kulturu, v níž ještě nebylo dostatečně rozlišeno prabaltské a praslovanské etnikum.[zdroj?]